# 朝鮮烤牛排

烤牛排（갈비/galbi）

朝鮮烤牛排或韓式烤牛排、朝鮮語/韓語叫「/galbi」、是一種朝鮮/韓國傳統的燒烤牛排。
常见做法是盛以生牛排，然后在桌面烧烤上烹制，通常由食客自己动手。这道菜可以用甜味和咸味酱汁腌制，酱汁常含有酱油、大蒜和糖。非腌制的和腌制的烤牛排均经常出现在韩式烧烤中。

## 參看
- 燒烤